# Vostochni (Tbilískaya, Krasnodar)
Vostochni (del ruso: Восточный) es un posiólok del raión de Tbilískaya del krai de Krasnodar, en Rusia. Está situado en las tierras bajas de Kubán-Azov, 9 km al norte de Tbilískaya y 110 km al nordeste de Krasnodar, la capital del krai.  Tenía 273 habitantes en 2010.
Pertenece al municipio rural Tbilískoye.